# Bisdom Quelimane
Het bisdom Quelimane (Latijn: Dioecesis Quelimanensis) is een rooms-katholiek bisdom met als zetel Quelimane, in Mozambique. Het bisdom is suffragaan aan het aartsbisdom Beira. 

## Geschiedenis
Het bisdom werd opgericht op 6 oktober 1954, uit delen van het bisdom Beira, en was suffragaan aan het aartsbisdom Lourenço Marques. Op 4 juni 1984 veranderde het van kerkprovincie en werd suffragaan aan het nieuw verheven aartsbisdom Beira. 
Het verloor gebied bij de oprichting van de bisdommen Gurué (1993) en Alto Molócuè (2025). 

## Parochies
Het bisdom had in 2025 een oppervlakte van 57.798 km2 en telde 3.440.268 inwoners waarvan 39,7% rooms-katholiek was.

## Bisschoppen
- Francisco Nunes Teixeira (6 februari 1955 - 23 december 1975)
- Bernardo Filipe Governo (31 mei 1976 - 10 maart 2007)
- Hilário da Cruz Massinga (25 januari 2008 - 11 augustus 2023)
- sedisvacatie
  - Pietro Tosato (apostolisch administrator: 11 augustus 2023 - heden)

## Galerij van afbeeldingen

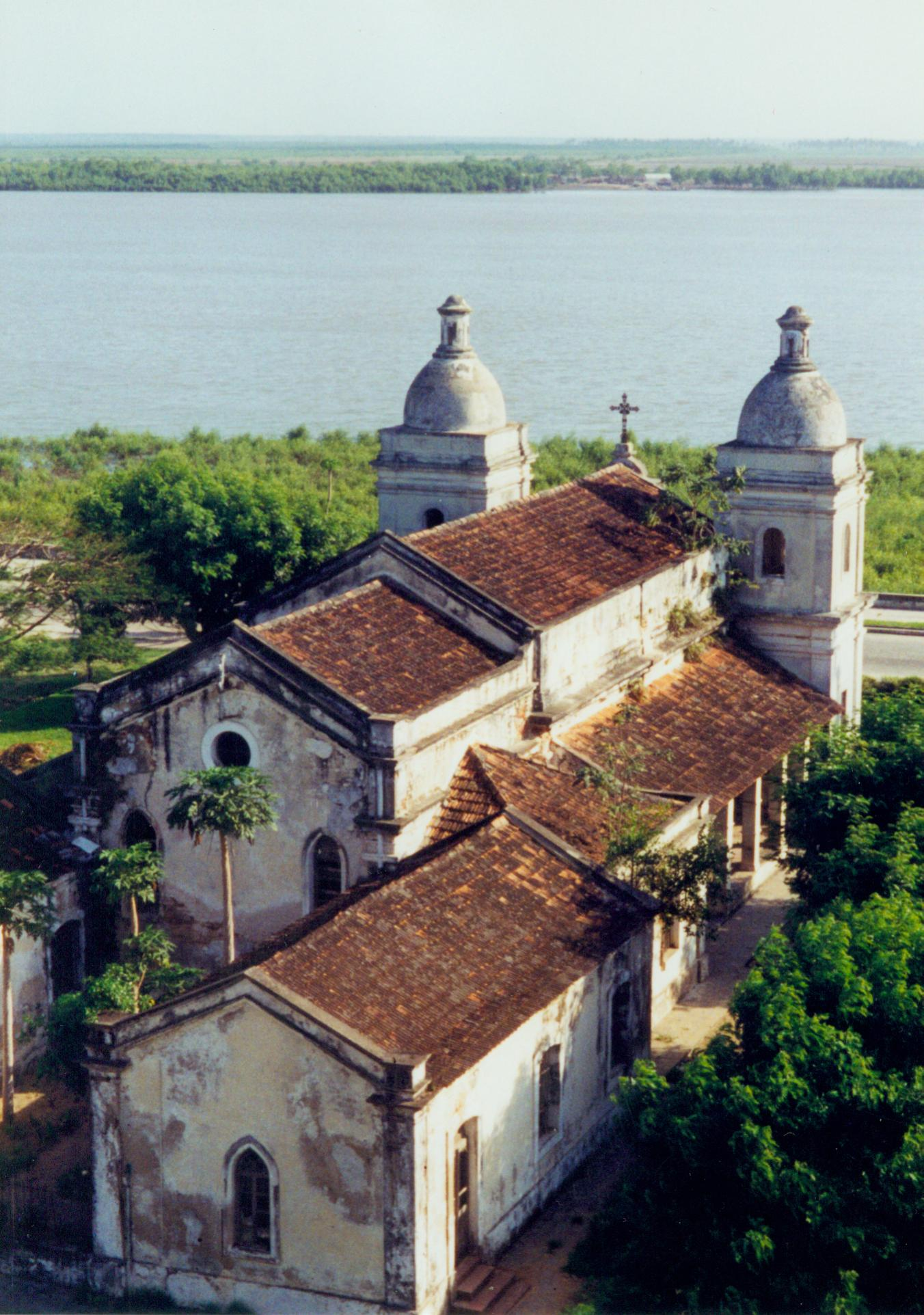
Voormalige kathedraal